# Scorpa

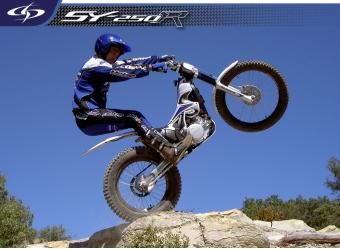
Scorpa Sy250

La Scorpa è una casa motociclistica francese con sede a Alès, nata nel 1993 e conosciuta per le sue moto da trial.

## La storia
Fino al 1999 i suoi modelli erano equipaggiati da un motore Rotax per poi passare ad un propulsore Yamaha. L'accordo siglato ed in seguito perfezionato con l'azienda giapponese ha fatto sì che la distribuzione dei modelli sia avvenuta perlopiù attraverso le concessionarie di quest'ultima.
Tra i migliori piloti ha avuto Stefano Dellio e Graham Jarvis.
Nel 2009 è entrata in difficoltà finanziarie culminate con la richiesta di fallimento nel mese di luglio; i diritti del marchio sono stati in seguito acquisiti da uno dei fondatori, Marc Teissier, che nel frattempo aveva fondato la Sherco. Da quel momento le linee produttive delle due aziende sono diventate complementari tra loro.

## Modelli
- Scorpa SY
- Twenty